# Domenico Malatesta
Domenico Malatesta Malatesti, detto Novello Malatesta (Brescia, 6 aprile 1418 – Cesena, 20 novembre 1465), è stato un condottiero italiano.

## Biografia
Figlio di Pandolfo III Malatesta ed Antonia da Barignano, nel 1429, dopo la morte dello zio Carlo I Malatesta, diventa Signore di Cesena alla tenera età di 11 anni.
Nel 1431, a tredici anni, ferma alcuni tumulti sorti in città per opera dei Malatesta di Pesaro che tentarono di sollevare il popolo, il quale, invece, se la prese con gli usurpatori e volle Domenico Malatesta, assieme al fratello Sigismondo Pandolfo, come propri signori.
Nello stesso anno dovette anche correre a Fano, che a sua volta si era sollevata, e con l'intelligenza, riuscì a riacquistarla.
Nel 1432 fu dal paese creato capitano di duecento lance e si trasferì a Fano, dove governò con umanità.
Nel 1433 viene nominato cavaliere palatino dall'imperatore Sigismondo, e in seguito decise di tralasciare il primo nome Domenico per assumere il nuovo nome di Malatesta Novello.
I suoi domini comprendevano Cesena, Bertinoro, Meldola, Sarsina, Roncofreddo ed il Piviero di Sestino. Ebbe inoltre Cervia dal fratello Sigismondo Pandolfo, dove costruì importanti opere di fortificazione.
Nel 1434 sposa per contratto Violante da Montefeltro: lui ha sedici anni e lei solo quattro. I due promessi sposi rimangono separati e si riuniranno solo al compimento del dodicesimo anno di Violante, dopo la celebrazione delle nozze nel maggio del 1442 a Gubbio.
Si impegna sia in imprese militari, sia in opere di urbanistica e in attività culturali.
Novello Malatesta morì il 20 novembre 1465 a 47 anni di età, dopo una lunga malattia. Non lasciò eredi, si dice per un voto di castità fatto dalla moglie Violante.
Il Signore di Cesena, a differenza del fratello Sigismondo, che si fece costruire un luogo di sepoltura di grande rilievo (il Tempio Malatestiano a Rimini), volle per sé un luogo umile e lasciò scritto che venisse sepolto lungo il perimetro esterno della Chiesa di San Francesco, annessa al convento dove si trova la famosa biblioteca da lui fondata (oggi la chiesa non esiste più, al suo posto vi è Piazza Bufalini, prospiciente la Biblioteca Malatestiana). Nel 1811 si decise di traslare la tomba all'interno della Biblioteca, ma ci si accorse che il luogo dov'era stato sepolto appariva vuoto. Probabilmente le sue spoglie erano andate disperse durante i lavori di ristrutturazione della chiesa, avvenuti tra il 1751 e il 1758. Successive ricerche riportarono alla luce una cassa in legno di cipresso. Si ritenne che contenesse le ossa del Signore di Cesena e furono tumulate sotto la lapide (originale) conservata in Biblioteca.

## Le grandi opere realizzate a Cesena
A Novello Malatesta vanno attribuite le grandi opere che hanno dato a Cesena l'impronta malatestiana che ancora oggi la caratterizza nella parte storica del centro urbano.
Le sue realizzazioni sono notevoli, numerose e comprese in un arco di tempo piuttosto breve.
In meno di trent'anni ordinò: la costruzione del Convento di Santa Maria per i frati dell'Osservanza (1438), i nuovi lavori per il rafforzamento della Rocca Malatestiana e l'allargamento della cinta muraria della città (1441); nel 1452 donò al Comune diversi possedimenti dalle parti di Cesenatico ma, soprattutto, fondò la Biblioteca Malatestiana presso il convento di San Francesco, gioiello unico nel suo genere e punto di riferimento di tutto il patrimonio culturale della città. 
La sua attività non ebbe soste: fece terminare il ponte di pietra sul fiume Savio, fece scavare un tunnel sotto il Monte della Brenzaglia per farvi scorrere il canale omonimo e per servire i mulini sull'altro versante, fece erigere la diga di Mulino Cento, fece rinforzare le mura e le porte della città, fece riprendere i lavori alla Rocca e terminare il castello di San Giorgio (1456).
Nel 1458 Malatesta Novello regalò ai frati dell'Osservanza alcuni terreni subito fuori dalla Porta Figarola perché vi costruissero un nuovo convento.
Nel 1459 fece costruire Porta Trova e l'anno successivo l'Ospedale del Santissimo Crocefisso (1460).

## Galleria d'immagini

Pisanello, medaglia di Novello Malatesta (1445).
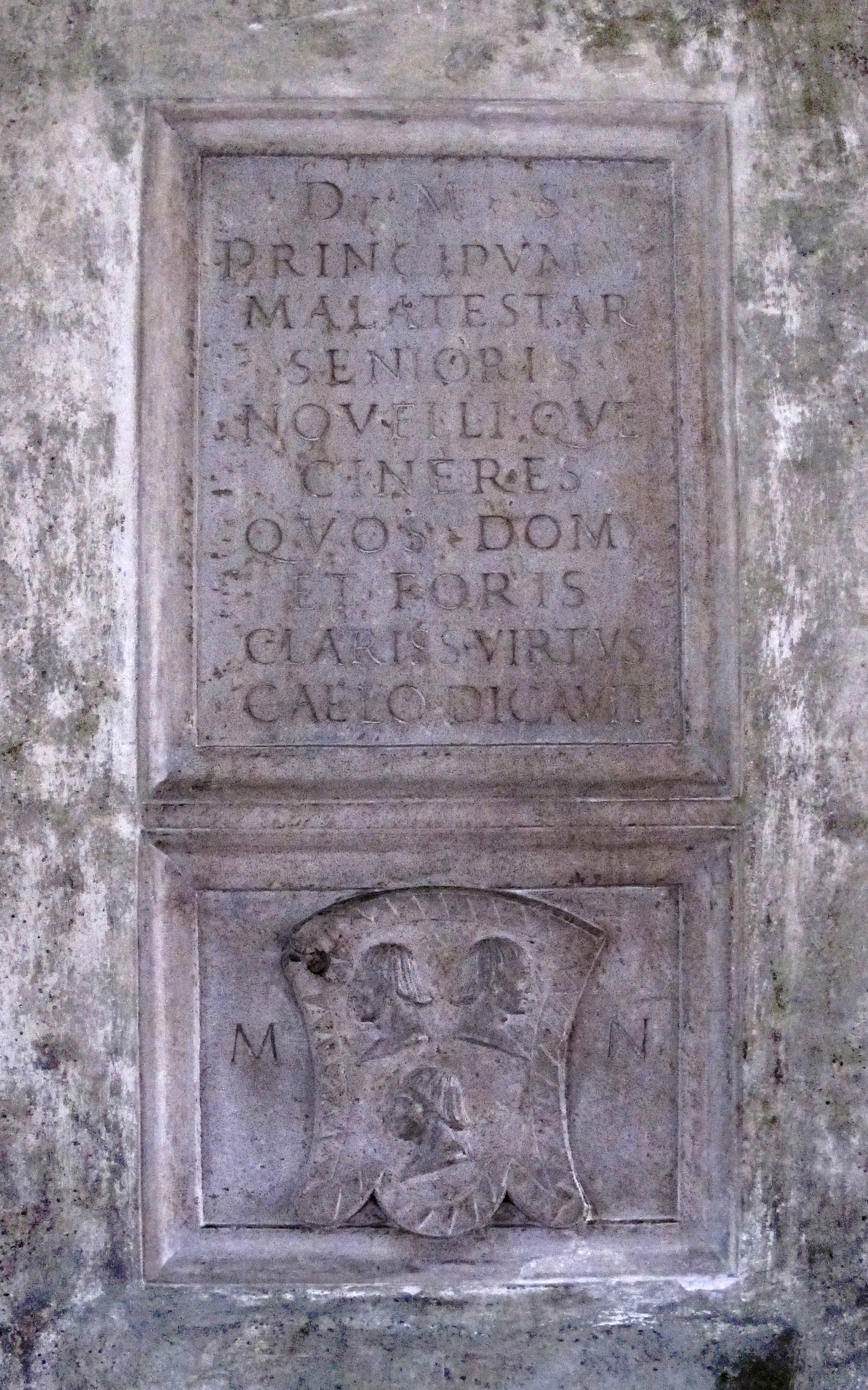
Lapide della tomba di Malatesta Novello conservata nella biblioteca Malatestiana (la tomba è andata perduta).
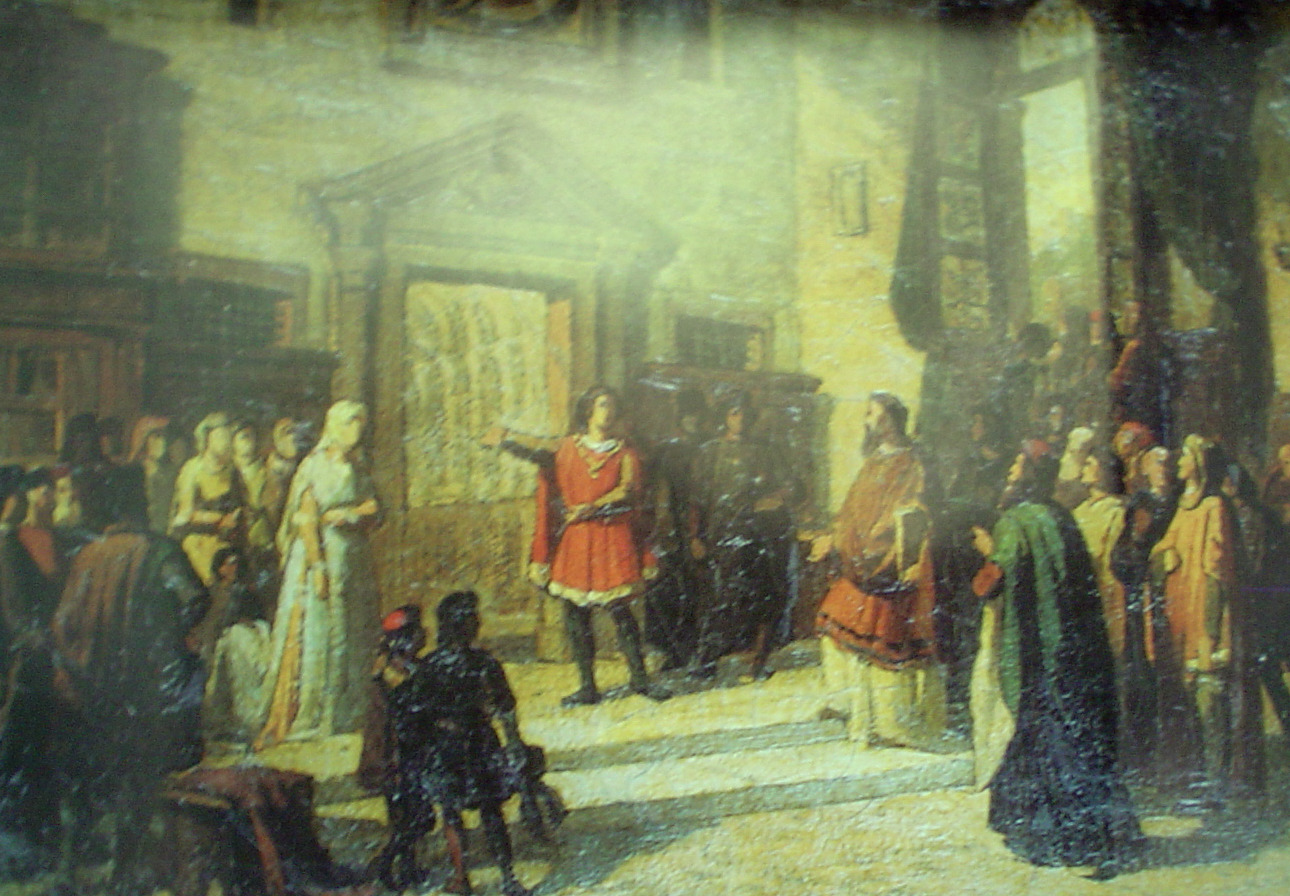
Domenico Malatesta e la moglie Violante inaugurano la Biblioteca Malatestiana.
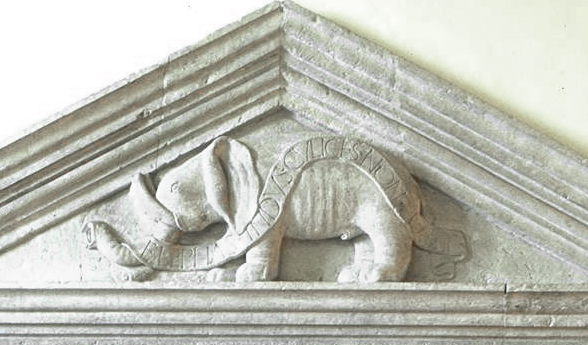
Stemma apposto da Domenico Malatesta Novello sulla porta della Biblioteca Malatestiana di Cesena.

## Ascendenza
|                        |                       |                                    | Genitori                          |  |  | Nonni |  |  | Bisnonni             |  |  | Trisnonni              |  |
|                        |                       |                                    |                                   |  |  |       |  |  | Pandolfo I Malatesta |  |  | Malatesta da Verucchio |  |
|                        |                       |                                    |                                   |  |  |       |  |  | Pandolfo I Malatesta |  |  | Malatesta da Verucchio |  |
|                        |                       | Margherita Paltenieri di Monselice |                                   |  |  |       |  |  | Pandolfo I Malatesta |  |  |                        |  |
| Galeotto I Malatesta   |                       |                                    |                                   |  |  |       |  |  | Pandolfo I Malatesta |  |  |                        |  |
|                        |                       | Taddea da Rimini                   |                                   |  |  |       |  |  |                      |  |  |                        |  |
|                        |                       |                                    |                                   |  |  |       |  |  |                      |  |  |                        |  |
|                        |                       |                                    |                                   |  |  |       |  |  |                      |  |  |                        |  |
| Pandolfo III Malatesta |                       |                                    |                                   |  |  |       |  |  |                      |  |  |                        |  |
|                        |                       | Rodolfo II da Varano               | Berardo II da Varano              |  |  |       |  |  |                      |  |  |                        |  |
|                        |                       | Rodolfo II da Varano               | Berardo II da Varano              |  |  |       |  |  |                      |  |  |                        |  |
|                        |                       | Rodolfo II da Varano               | Bellafiore di Gualtiero Brunforte |  |  |       |  |  |                      |  |  |                        |  |
| Gentile da Varano      |                       | Rodolfo II da Varano               |                                   |  |  |       |  |  |                      |  |  |                        |  |
|                        |                       | Camilla Chiavelli                  | Finuccio Chiavelli                |  |  |       |  |  |                      |  |  |                        |  |
|                        |                       | Camilla Chiavelli                  | Finuccio Chiavelli                |  |  |       |  |  |                      |  |  |                        |  |
|                        |                       | Camilla Chiavelli                  |                                   |  |  |       |  |  |                      |  |  |                        |  |
| Domenico Malatesta     |                       | Camilla Chiavelli                  |                                   |  |  |       |  |  |                      |  |  |                        |  |
|                        | Giovanni da Barignano |                                    |                                   |  |  |       |  |  |                      |  |  |                        |  |
|                        |                       |                                    |                                   |  |  |       |  |  |                      |  |  |                        |  |
|                        |                       |                                    |                                   |  |  |       |  |  |                      |  |  |                        |  |
| Giacomino di Barignano |                       |                                    |                                   |  |  |       |  |  |                      |  |  |                        |  |
|                        |                       | ...                                |                                   |  |  |       |  |  |                      |  |  |                        |  |
|                        |                       |                                    |                                   |  |  |       |  |  |                      |  |  |                        |  |
|                        |                       |                                    |                                   |  |  |       |  |  |                      |  |  |                        |  |
| Antonia da Barignano   |                       |                                    |                                   |  |  |       |  |  |                      |  |  |                        |  |
|                        |                       | ...                                |                                   |  |  |       |  |  |                      |  |  |                        |  |
|                        |                       |                                    |                                   |  |  |       |  |  |                      |  |  |                        |  |
|                        |                       |                                    |                                   |  |  |       |  |  |                      |  |  |                        |  |
| Giacomina Celeri       |                       |                                    |                                   |  |  |       |  |  |                      |  |  |                        |  |
|                        |                       | ...                                |                                   |  |  |       |  |  |                      |  |  |                        |  |
|                        |                       |                                    |                                   |  |  |       |  |  |                      |  |  |                        |  |
|                        |                       |                                    |                                   |  |  |       |  |  |                      |  |  |                        |  |
|                        |                       |                                    |                                   |  |  |       |  |  |                      |  |  |                        |  |